# Si la vie est cadeau
"Si la vie est cadeau" ("Se a vida é um presente") foi a canção que representou o Luxemburgo no Festival Eurovisão da Canção 1983 e venceu esse festival. Foi interpretada em francês por Corinne Hermès. A canção tinha letra de Alain Garcia, música de Jean-Pierre Millers e orquestração de Michel Bernholc.
A canção é uma balada dramática, comparando a maravilha da vida com um presente. Hermès fala do seu sofrimento de amor por um homem "que lhe prometeu o mundo inteiro" e não cumpriu, refere subtilmente um aborto ("E o bebé que eu te queria dar na primavera"?). Canta ainda que todo o tipo de presentes são bem-vindos, sejam dados, roubados ou  devolvidos, e que os bons tempos são sempre muito curtos.
A canção luxemburguesa foi a vigésima e última a ser interpretada na noite do evento, depois da canção belga "Rendez-vous. Terminou em 1.º lugar, com 142 pontos.